# Canadá nos Jogos Olímpicos de Verão de 2024
Canadá participou dos Jogos Olímpicos de Verão de 2024, realizados em Paris, na França, entre 26 de julho e 11 de agosto. Desde a estreia em 1900, atletas canadenses participaram de todas as edições dos Jogos Olímpicos de Verão, com exceção de 1980, em Moscou, devido ao apoio do país ao boicote liderado pelos Estados Unidos. Em 2024 foi representado por 315 atletas que competiram em 31 esportes.
Conquistou 27 medalhas, sendo nove de ouro, sete de prata e 11 de bronze. As 27 medalhas marcaram o segundo melhor resultado total de medalhas do país (após os boicotados Jogos Olímpicos de Verão de 1984), superando as 24 medalhas conquistadas em 2020. As nove medalhas de ouro conquistadas também foram o segundo melhor desempenho do país após 1984. Com três medalhas de ouro e uma de prata, a nadadora Summer McIntosh foi a melhor competidora individual em Paris, contribuindo para que a natação fosse o esporte de mais bem-sucedido do Canadá com oito medalhas totais.

## Medalhas
| Atleta | Esporte                | Evento                                 | Medalha |
| --- | ---------------------- | -------------------------------------- | ------- |
| Christa Deguchi | Judô                   | Até 57 kg feminino                     | Ouro    |
| Summer McIntosh | Natação                | 400 m medley feminino                  | Ouro    |
| Summer McIntosh | Natação                | 200 m borboleta feminino               | Ouro    |
| Summer McIntosh | Natação                | 200 m medley feminino                  | Ouro    |
| Ethan Katzberg | Atletismo              | Lançamento de martelo masculino        | Ouro    |
| Camryn Rogers | Atletismo              | Lançamento de martelo feminino         | Ouro    |
| Jerome Blake Aaron Brown Andre De Grasse Brendon Rodney | Atletismo              | Revezamento 4x100 m masculino          | Ouro    |
| Katie Vincent | Canoagem               | C-1 200 m feminino                     | Ouro    |
| Philip Kim | Breaking               | B-Boys                                 | Ouro    |
| Summer McIntosh | Natação                | 400 m livre feminino                   | Prata   |
| - Caroline Crossley Olivia Apps Alysha Corrigan Asia Hogan-Rochester Chloe Daniels Charity Williams Florence Symonds Carissa Norsten Krissy Scurfield Fancy Bermudez Piper Logan Keyara Wardley Taylor Perry Shalaya Valenzuela | Rugby sevens           | Feminino                               | Prata   |
| - Abigail Dent Caileigh Filmer Kasia Gruchalla-Wesierski Maya Meschkuleit Sydney Payne Jessica Sevick Kristina Walker Avalon Wasteneys Kristen Kit                                                                              | Remo                   | Oito com feminino                      | Prata   |
| Josh Liendo | Natação                | 100 m borboleta masculino              | Prata   |
| Maude Charron | Halterofilismo         | Até 59 kg feminino                     | Prata   |
| Melissa Humana-Paredes Brandie Wilkerson | Voleibol de praia      | Feminino                               | Prata   |
| Marco Arop | Atletismo              | 800 m masculino                        | Prata   |
| Eleanor Harvey | Esgrima                | Florete individual feminino            | Bronze  |
| Rylan Wiens Nathan Zsombor-Murray | Saltos ornamentais     | Plataforma 10 m sincronizado masculino | Bronze  |
| Ilya Kharun | Natação                | 200 m borboleta masculino              | Bronze  |
| Sophiane Méthot | Ginástica de trampolim | Feminino                               | Bronze  |
| Félix Auger-Aliassime Gabriela Dabrowski | Tênis                  | Duplas mistas                          | Bronze  |
| Kylie Masse | Natação                | 200 m costas feminino                  | Bronze  |
| Ilya Kharun | Natação                | 100 m borboleta masculino              | Bronze  |
| Wyatt Sanford | Boxe                   | Até 63,5 kg masculino                  | Bronze  |
| Alysha Newman | Atletismo              | Salto com vara feminino                | Bronze  |
| Skylar Park | Taekwondo              | Até 57 kg feminino                     | Bronze  |
| Sloan MacKenzie Katie Vincent | Canoagem               | C-2 500 m feminino                     | Bronze  |

## Competidores
Esta foi a participação por modalidade nesta edição:
| Esporte            | Masculino | Feminino | Total |
| ------------------ | --------- | -------- | ----- |
| Atletismo          | 22        | 26       | 48    |
| Badminton          | 3         | 1        | 4     |
| Basquetebol        | 12        | 16       | 28    |
| Boxe               | 1         | 1        | 2     |
| Breaking           | 1         | 0        | 1     |
| Canoagem           | 6         | 9        | 15    |
| Ciclismo           | 11        | 11       | 22    |
| Esgrima            | 7         | 5        | 12    |
| Futebol            | 0         | 18       | 18    |
| Ginástica          | 5         | 6        | 11    |
| Golfe              | 2         | 2        | 4     |
| Halterofilismo     | 1         | 1        | 2     |
| Hipismo            | 4         | 5        | 9     |
| Judô               | 3         | 4        | 7     |
| Lutas              | 2         | 4        | 6     |
| Natação            | 12        | 17       | 29    |
| Natação artística  | 0         | 8        | 8     |
| Polo aquático      | 0         | 13       | 13    |
| Remo               | 0         | 11       | 11    |
| Saltos ornamentais | 2         | 3        | 5     |
| Skate              | 3         | 1        | 4     |
| Surfe              | 0         | 1        | 1     |
| Taekwondo          | 0         | 2        | 2     |
| Tênis              | 2         | 3        | 5     |
| Tênis de mesa      | 3         | 1        | 4     |
| Tiro               | 2         | 1        | 3     |
| Tiro com arco      | 1         | 1        | 2     |
| Triatlo            | 2         | 1        | 3     |
| Vela               | 2         | 4        | 6     |
| Voleibol           | 12        | 0        | 12    |
| Voleibol de praia  | 2         | 4        | 6     |
| Total              | 123       | 192      | 315   |